# Peter Riediger
Peter Riediger (* 6. August 1950) ist ein ehemaliger deutscher Fußballspieler.

## Werdegang
Der Mittelfeldspieler Peter Riediger begann seine Karriere beim Gelsenkirchener Verbandsligisten SC Hassel, mit denen er 1973 nach einer Entscheidungsspielniederlage Vizemeister ihrer Staffel hinter dem VfB 03 Bielefeld wurde. Im Sommer 1973 wechselte Riediger zum Regionalligisten DJK Gütersloh, mit dem er sich am Saisonende für die neu geschaffene 2. Bundesliga qualifizierte. Riediger gab sein Zweitligadebüt am 3. August 1974 bei der 2:5-Niederlage der Gütersloher beim 1. SC Göttingen 05. 1976 stieg er mit den Güterslohern aus der 2. Bundesliga ab. Peter Riediger absolvierte 32 Zweitligaspiele, in denen er ein Tor erzielte. Dazu kommen 30 Regionalligaspiele, in denen ihm zwei Tore gelangen.